# Anopheles swahilicus
Anopheles swahilicus är en tvåvingeart som beskrevs av Gillies 1964. Anopheles swahilicus ingår i släktet Anopheles och familjen stickmyggor. Inga underarter finns listade i Catalogue of Life.